# カミヤマシダレザクラ
カミヤマシダレザクラ（神山枝垂桜、神山しだれ桜、学名：Cerasus ‘Kamiyama-shidarezakura’）は徳島県神山町原産のバラ科サクラ属のサクラで、エドヒガンかシダレザクラと他種との種間雑種と推定されるエドヒガン系の栽培品種で広義のシダレザクラ。

## 特徴
樹形は枝垂れ状で、樹高は高木。花弁は一重咲きで淡紅色の大輪の花をつける。花期はソメイヨシノより1週間ほど早い。狭義のシダレザクラとは花の大きさ・がく筒の形が、モリオカシダレ（盛岡枝垂） とは花色・がく筒の形・花柱の毛の有無が、シダレソメイヨシノ（枝垂染井吉野） とは成葉全体・葉縁鋸歯の形が異なる。新しい栽培品種の認定を行っている日本花の会は、花が3.8～4.6 cmと大輪・花着きが良い・見ごろの花期が長く1週間から10日・樹勢が強健・てんぐ巣病の罹病個体が見られないことを挙げて、カミヤマシダレザクラを「枝垂れ性の品種としては極めて優秀」「この桜による名所地が全国に誕生することが期待される」と極めて高く評価している。また同会は桜の名所づくりに適した品種としてカミヤマシダレザクラを量産していく方針である。

## 由来
カミヤマシダレザクラの原木は石角勝重の自宅にあったサクラで、1989年に早咲きのシダレザクラの苗木を育成していた徳島県名西郡神山町の谷高重がこの原木から接ぎ木で増殖して栽培品種化された。カミヤマシダレザクラの命名は谷高重によるものである。2021年時点で原木は枯死しているが、前田亮治宅に石角から譲られた苗木から育った樹齢60年以上の個体がある。1997年には有志によりカミヤマシダレザクラを増殖して国道や県道沿いに植樹する「神山さくら街道」の運動が始まり、2002年に「神山さくら会」が発足、2007年にNPO法人化され、2021年までに町民への無料配布を含めて4,440本が植樹されている。2021年に日本花の会により新しい栽培品種に正式に認定された。

## 植栽地

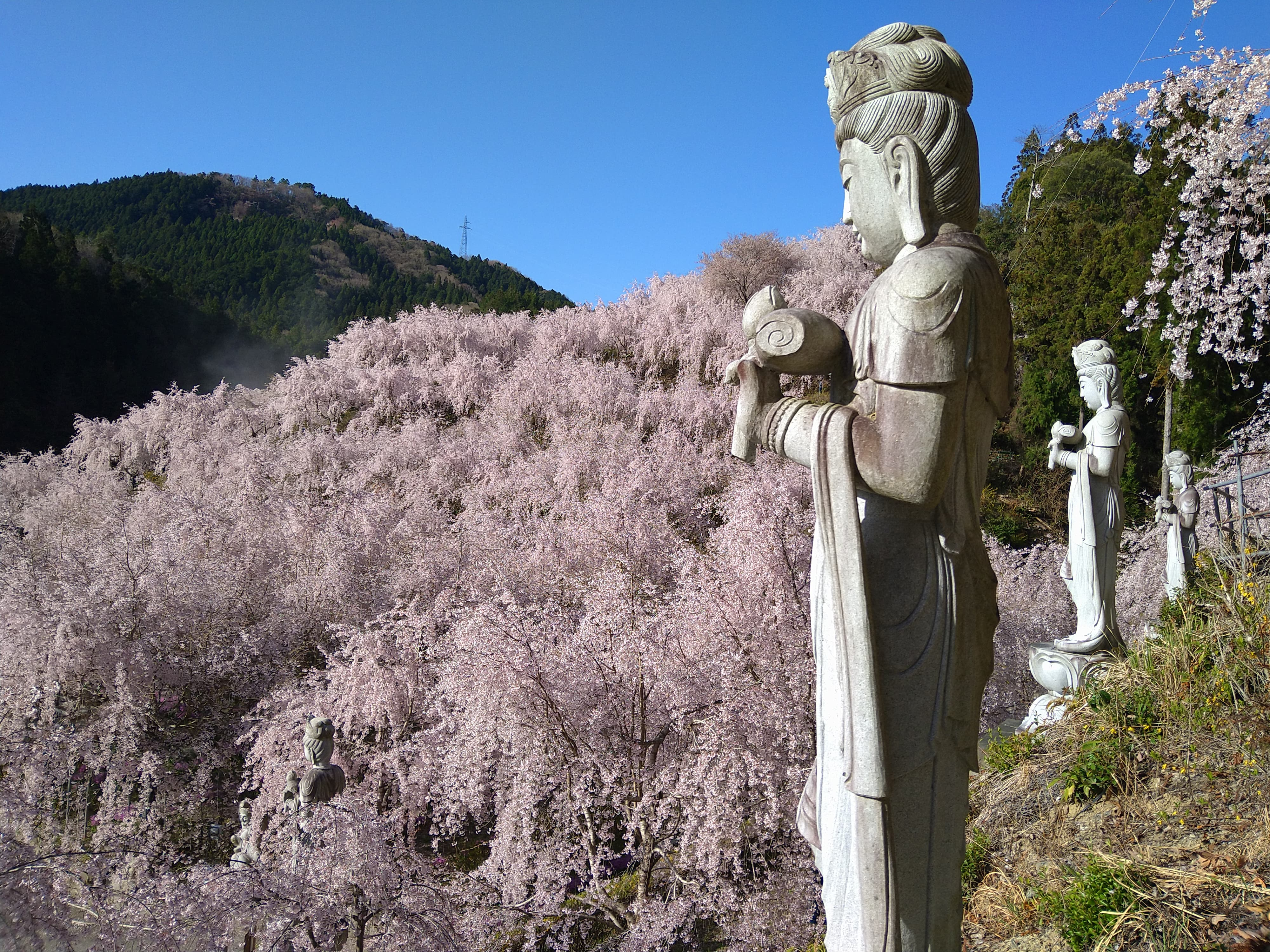
ゆうかの里に植栽されているカミヤマシダレザクラ

「神山をしだれ桜で日本一美しい町にする」ことを目標とした「神山さくら会」活動により原産地の徳島県神山町には街路樹以外にも多くの植栽地があり、近年有名なってきたのが傾斜地に300本以上が植栽されている「ゆうかの里」であり、夜間にはライトアップもされる。また徳島県内の徳島県立神山森林公園、徳島市立とくしま植物園、鳴門市の「花見山・心の手紙館」も名所としてにぎわっている。
また茨城県結城市の日本花の会結城農場・桜見本園に複数のカミヤマシダレザクラが見本として植栽されている。